# Mogotón
Mogoton – szczyt pochodzenia wulkanicznego w paśmie Cordillera Isabelia, w Ameryce Środkowej. Leży na granicy między Hondurasem a Nikaraguą. Jest to najwyższy szczyt Nikaragui.